# Norrard Rocks
Die Norrard (Northern) Rocks sind eine kleine Gruppe von unbewohnten Inseln im nordwestlichen Gebiet der Scilly-Inseln. Die mehr als 20 Inseln sind eine geschützte Site of Special Scientific Interest. Papageitaucher, Kormorane, Mantelmöwen, Tordalken, Krähenscharben, Sturmschwalben, Kegelrobben, Eissturmvögel, Heringsmöwen, Trottellumme und Silbermöwen sind hier heimisch. Auf den Inseln wachsen u. a. Melden, Baumförmige Strauchpappeln, Strand-Grasnelken und Echtes Löffelkraut.
Zu den Norrad Rocks gehören:
- Gweal (5,2 km²)

- Castle Bryher (0,39 km²)

- Maiden Bower (0,66 km²)

- Mincarlo  (0,18 km²)

- Illiswilgig (0,9 km²)

- Scilly Rock (0,19 m²)

- Seal Rock (0,2 km²)